# Єзерище (озеро, Білорусь)
Єзерище (біл. Езяры́шча) — озеро у Городоцькому районі Вітебської області на півночі Білорусі. Тринадцяте за площею водного дзеркала озеро країни.

## Опис
Водойма знаходиться в басейні річки Оболь (басейн Західної Двіни), розташоване на півночі Городоцького району, на кордоні із Росією, за 42 км на північ від міста Городок, біля селища Єзерище.
Приплив води в озеро йде по невеликих річках Дубівка, Агнеш, Тризубка та 8-ми струмках. Стік іде по річці Оболь, яка з лівого берега впадає у річку Західну Двіну.
Площа озера становить 15,4 км². Це сьоме за площею озер у Вітебській області та найбільше озеро у Городоцькому районі. Довжина становить 8,87 км, максимальна ширина 3,2 км. Максимальна глибина — 11,5 м. Об'єм води в озері становить 66,95 млн м³. Площа водозбору доволі велика, як для озер Білорусі і становить 264 км².

## Улоговина та рельєф
Улоговина озера витягнута з північного заходу на південний схід і має доволі складний тип. Її схили асиметричні: північні і північно-західні підносяться над озером до 25 м, складені моренними суглинками, обривисті, абразійні і служать як би природною загатою для водойми; решта схилів знижуються до 5 м і набувають пологого характеру. У східній частині покриті невеликим масивом лісу; решта — розорані або зайняті під пасовищами та сіножатями. Береги в основному повторюють контури схилів: північні і північно-західні — високі, обривисті, збігаються зі схилами. Пологі невисокі південні схили поступово переходять у низькі берега чи заплаву шириною від 5 до 50 м. Берегова лінія довжиною 32,8 км сильно порізана і утворює безліч заток, мисів, кіс. Рельєф підводної частини водойми ускладнений численними островами, має коритоподібну форму. У центрі вузька літораль, складена повсюдно піщано-гальковим матеріалом, змінюється крутим схилом субліторалі, який поступово переходить у ложе озера. На глибини від 0 до 2 м припадає 19 % площі водойми, від 4 до 6 м — 30 %. Площа максимальних глибин — 8-11 м займає невелику ділянку в центральній частині. Середня глибина озера — 4,4 м. На озері налічується 20 островів, загальною площею — 0,67 км². На одному із островів, за три км на схід від селища Єзерище, навпроти села Містечко, знаходився Єзерищенський замок.
Більше половини площі ложа зайнято кремнеземистим сапропелем; різновиди піщаних відкладень та піщаних мулів поширюються до глибини 4-6 м. Вони вистилають літоральну та субліторальній зону на західній стороні озера і майже повністю займають ложе у мілководній східній частині. Потужність відкладень — 6-8 м, максимальне значення — 9 м; об'єм відкладень сягає 86 млн м³, правда із порівняно низьким вмістом органічних речовин.

## Вода
Відкрита і порівняно неглибока улоговина розташована за напрямком, який збігається з напрямком переважаючих північно-західних вітрів. У безлідний період водна поверхня рідко залишається спокійною, а при посиленні вітру — утворюються великі хвилі, особливо біля східного берега. Значне перемішування води сприяє збагаченню її киснем, в тому числі і придонних шарів (до 50-70 % насичення), ліквідує температурне розшарування водної маси. У штильову погоду на найбільших глибинах і в придонному шарі відчувається деякий дефіцит кисню, а на глибині 6-7 м встановлюється зона значного температурного перепаду. Мінералізація води характеризується злегка зниженими показниками — 160 мг/л; активна реакція води коливається від лужної (рН 8,3) на поверхні до нейтральної (рН 7,6) біля дна. Високі окислення (26 мг/л) та «кольоровість» води (40°), а також невелика прозорість (1,4 м) свідчать про значний розвиток органічного життя. Зимовий період характеризується відносно добрим газовим режимом водної маси: вміст кисню досягає 15 мг/л під льодом і до 7,4 на дні. Проте в районі максимальних глибин відчувається деякий його дефіцит. Таким чином, гідрохімічні показники дозволяють віднести озеро Єзерище до водойм евтрофного типу.

## Флора та фауна
Круті абразійні береги, штучний підйом рівня води в озері наклали певний відбиток на вищу водну рослинність: вона дещо пригнічена. Вузька піщана літораль служить основним місцем розповсюдження напівзанурених макрофітів, серед яких домінують очерет та гліцерія. Ширина поясу надводних рослин — 10-15 м, зрідка до 50-60 м. Підводні види представлені ширше. Наприклад, повністю заросла водними рослинами родини рдесникових затока із якої витікає річка Оболь. В цілому площа заростання становить 10-12 % від усього ложа.
На противагу макрофітам в озері широко представлені нижчі водорості, їх тут порядком 104 види. Масовий розвиток отримали синьо-зелені, зелені та діатомові водорості. За вагою у загальній біомасі домінують синьо-зелені водорості — 14,4 г/м³. Загальна біомаса фітопланктону становить 28,9 г/м³, що свідчить про високу продуктивності озера і значний вплив господарської діяльності.
Водойма багата рибою. Тут водяться понад 25 видів риб, у тому числі судак, лящ, щука, окунь, плотва, вугор, верховодка, язь, плоскирка, краснопірка, минь, карась та ін. Здійснюється промисловий вилов риби. На островах і берегах озера гніздяться багато різноманітних водоплавних птахів, тут їх налічується більше 60-ти видів. Над озером проходить шлях міграцій перелітних птахів, які зупиняються тут для відпочинку та годування. Для охорони птахів в 1979 році був утворений орнітологічний заказник «Єзерищенський».